# Данте (Devil May Cry)
Данте (яп. ダンテ), також відомий як Тоні Редґрейв (яп. トニー・レッドグレイブ, Tonī Reddogureibu) – це персонаж і головний герой серії пригодницьких слешерів Devil May Cry від японського розробника і видавця Capcom. Представлений як головний герой однойменної гри 2001 року, Данте – найманець, приватний детектив і мисливець на дияволів, який присвятив себе винищенню їх та інших надприродних сил, щоб помститися за втрату своїх близьких: матері Єви та брата-близнюка Вергілія. Він успадкував демонічні сили від свого батька Спарди, які використовує разом з різноманітною зброєю. Персонаж також з'являється в кількох романах і томах манґи Devil May Cry, а також у телевізійному аніме-серіалі 2007 року. Данте також неодноразово з'являвся в якості гостя в іграх-кросоверах

## Історія створення
Данте дебютував у грі Devil May Cry, яка спочатку планувалася як частина франшизи «Resident Evil» від Capcom. Творець серії Камія Хідекі втім переписав історію, надихнувшись «Божественною комедією», а його особистість була заснована на головному герої серії манґи «Кобра». Щоб надати персонажу «стильності» та «ефектності», він одягнув його в довге пальто. Також Камія зробив його некурцем, адже вважав, що це «більш круто», аніж персонаж, що палить.
Камія казав, що бачив Данте як «персонажа, з яким ви захочете піти випити»; того, хто не буде хизуватися чи клеїти дурня, а натомість «відпустить якийсь безглуздий, пустотливий жарт».
Спочатку Данте планувався як поліцейський, а його початкове ім'я – Тоні Редґрейв – слугувало відсиланням до одного з персонажів «Resident Evil», Кріса Редфілда.
У відповідь на критику, в Devil May Cry 2 (2003) Данте відійшов від його початкового образу й став більш серйозним і менш балакучим. 
У Devil May Cry 3 (2005) з'являється молодий, зухвалий Данте, а в наступних іграх – старший, але все ще нахабний. 

## Особистість

### Характер
На початку серії, Данте неймовірно легковажний, недбало висловлюється навіть перед наймогутнішими демонами, і йому подобається насміхатися над своїми супротивниками. Данте також демонструє безстрашне, майже безкорисливе ставлення до неймовірно небезпечних ситуацій, і без особливих зусиль знизує плечима від поранень, таких як постріл в голову.
За винятком «Devil May Cry 2», Данте ніколи не втрачає своєї безтурботності. Він може бути серйозним, коли цього вимагає ситуація, але в напружених ситуаціях зберігає загальну невимушену поведінку і ніколи не обходиться без дотепного жарту у відповідь. Хоча інколи здається, що Данте надто безтурботний, він має сильне почуття справедливості. 
Після подій «Devil May Cry 3», Данте почав приймати дияволів, які обирають бік добра, і захоплюється їхнім прагненням бути людьми. 
Хоча Данте і вважає, що люди часто гірші за демонів, в аніме він відмовляється вбивати чистокровних людей з будь-якої причини, вважаючи, що це не зробить його кращим за будь-якого диявола.
Данте також захоплюється битвами, про що свідчить те, що він стримує себе від використання всього свого потенціалу у боротьбі зі слабкими дияволами. Втім він готовий швидко вивільнити всю свою силу, якщо супротивник виявляється надто сильним.
Незважаючи на його безтурботну і самовпевнену поведінку, ще однією з найсильніших рис Данте є його любов до людства. Він дуже любить світ, в якому живе, і готовий піти на все, щоб забезпечити його захист від демонічних загроз. 

### Родина та друзі
Данте цінує сім'ю та друзів. Він дуже піклується про свою матір і про свого брата Вергілія. Навіть після їхніх запеклих дуелей і конфліктів у «Devil May Cry 3», Данте все ще намагається перешкодити Вергілію кинутися у світ демонів, і потім плаче через його втрату. 
У «Devil May Cry 5» він  виявляє певну батьківську турботу про свого племінника Неро, коли він намагається захистити його від наслідків вбивства власного батька.
Для Данте важливий меч батька «Повстання» (англ. Rebellion), тож він завжди тримає його при собі, аж доки його не знищують. Данте також зберігає портрет матері у своєму офісі.

### Гроші та борги
Данте часто скаржиться на борги, проте він готовий виконувати місії виключно заради блага клієнтів, і не змушує їх платити. Багато його клієнтів користуються його гостинністю і залишають йому рахунки за пошкодження майна, завдані під час місії, замість того, щоб заплатити за його послуги. 
Хай Данте заявляє про свою бідність, йому все ж вдається зібрати достатньо грошей, щоб придбати дорогі предмети розкоші для свого офісу, такі як більярдний стіл, музичний автомат і електрогітара.
Він часто позичає гроші у Леді, і намагається грати в азартні ігри, щоб повернути свої борги. Однак йому вкрай не щастить у всіх видах азартних ігор, і він програє будь-яку гру, не пов'язану з полюванням на дияволів.
Однак у «Devil May Cry 4» Леді платить йому за допомогу невелику пачку купюр.

### Їжа
Данте обожнює піцу, і хоча він скаржиться на оливки, вони завжди опиняються на його піці. В аніме та «Devil May Cry 5» також показано, що він полюбляє полуничне морозиво. Він також полюбляє алкоголь, особливо віскі «Dack Janiels».